# Майское (Молдова)
Майское (рум. Maiscoe) — село в Флорештском районе Молдавии. Наряду с селом Ильичёвка входит в состав коммуны Ильичёвка.

## География
Село расположено на высоте 94 метра над уровнем моря.

## Население
По данным переписи населения 2004 года, в селе Майское проживает 346 человек (158 мужчин, 188 женщин).
Этнический состав села:
| Национальность | Число жителей | Процентный состав |
| -------------- | ------------- | ----------------- |
| украинцы       | 267           | 77,17             |
| русские        | 35            | 10,12             |
| молдаване      | 34            | 9,83              |
| гагаузы        | 4             | 1,16              |
| болгары        | 1             | 0,29              |
| прочие         | 5             | 1,45              |
| Всего          | 346           | 100 %             |